# Enarj Enawga
Enarj Enawga est un des 105 woredas de la région Amhara, en Éthiopie.

## Situation
Situé dans la zone Misraq Godjam de la région Amhara, le woreda est bordé au sud par Enemay, au sud-ouest par Debay Telatgen, à l'ouest par Hulet Ej Enese, au nord par Goncha Siso Enese, au nord-est par Enbise Sar Midir, au sud-est par Shebel Berenta, et à l'est par le Nil Bleu (ou rivière Abbay) qui le sépare de la zone Debub Wollo.
Debre Werq est la ville la plus peuplée du woreda.
En 2002, Enarj Enawga ainsi que trois autres woredas à proximité souffrent d'insécurité alimentaire chronique en raison de la dégradation de leurs terres agricoles « extrêmement appauvries, déboisées et érodées ».  
Le programme de développement rural SIDA-Amhara annonce en 2006 l'ouverture d'une route de graviers de 31 km qui relie 15 qebelés du woreda pour un budget de construction de 3,2 millions de birrs auquel s'ajoute 46 300 birrs de main-d'œuvre et de matériaux fournis par la population.

## Démographie
D'après le recensement national de 2007 réalisé par l'Agence centrale de statistique d'Ethiopie , le woreda compte 167 402 habitants, soit une augmentation de 34% par rapport au recensement de 1994. Environ 8% de la population est citadine. Avec une superficie de 932,87 km2, le woreda a une densité de population de 179,45 personnes par km2 ce qui est supérieur à la moyenne de la zone. La majorité des habitants (97,62%) déclare pratiquer le christianisme orthodoxe éthiopien tandis que 2,34% de la population se déclare musulmane.